# Tower (band)

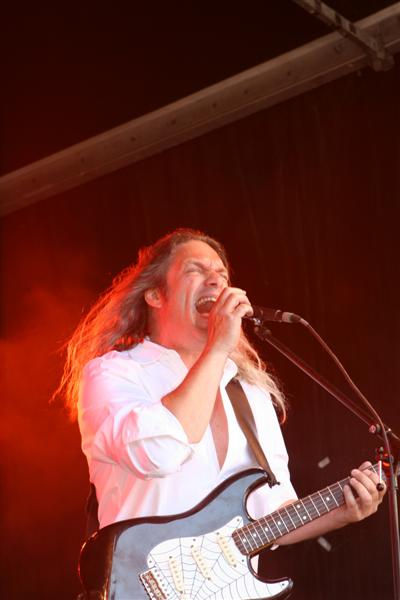
Cor van der Hoogt

Tower was een Nederlandse groep uit Den Haag, Leiden en omgeving, bestaande uit Marian Pijnaker (zang), Ton Hoogeboom (drums), Cor van der Hoogt (zang, gitaar), Henk Van Loon (toetsen, viool, zang) en Ben Peterzen (basgitaar).
De band bracht in 1982 de lp Titan uit bij Dureco, geproduceerd en mede geschreven door Cat Music. De muziek van het album doet sterk aan Electric Light Orchestra denken, terwijl de stem van zangeres Pijnaker wel wordt vergeleken met die van de Britse zangeres Kim Wilde.
De single "See You Tonight" werd een grote hit in de destijds drie landelijke hitlijsten op de nationale publieke popzender Hilversum 3 en bereikte begin 1982 de 12e positie in de Nationale Hitparade, de 11e positie in de Nederlandse Top 40 en piekte op de 9e positie in de TROS Top 50. 
De single werd op maandag 18 januari 1982 door dj Frits Spits en producer-invaller Tom Blomberg in het radioprogramma De Avondspits verkozen tot de 178e NOS Steunplaat van de week op Hilversum 3. 
De sterk op "See You Tonight" gelijkende single "Goin’ Home" behaalde in augustus 1982 de 20e positie in de Nationale Hitparade en de 15e positie in zowel de Nederlandse Top 40 als de TROS Top 50.
Na 1983 viel de groep uit elkaar. Pijnaker en Van Hoogt vormden in 1985 een nieuwe groep, Split Decision, om kort daarna, zonder succes, weer verder te gaan als Tower. De groep Split Decision bracht één single uit, getiteld "Action".
Voorafgaande aan het succes van Tower zongen Pijnaker en Van Hoogt al in de opnamestudio van Cat Music de zangpartijen van het ook in het buitenland succesvolle duo Fantastique in; op het podium namen Dick Das en Astrid Leuweringen de honneurs waar. De single Mama told me was met name succesvol in Britse discotheken; over een periode van vijf jaar werd de single enkele keren opnieuw uitgebracht met als uiteindelijk resultaat een 84e plaats in de Britse top 100 in 1986.
Van 1991 tot 2007 was Pijnaker leadzangeres van Utility. Daarna vormde zij samen met Ben Schutte jr. het duo SecondAvenue. Van der Hoogt werd zanger-gitarist van de Nederlandse formatie De Stevige Staartmannen. Pijnaker geeft zangles en heeft een eigen zangschool in het Zuid-Hollandse Stompwijk (gemeente Leidschendam-Voorburg).